# Le Glèbe
Le Glèbe é uma comuna da Suíça, no Cantão Friburgo, com cerca de 1.012 habitantes. Estende-se por uma área de 10,31 km², de densidade populacional de 98 hab/km². Confina com as seguintes comunas: Autigny, Farvagny, Pont-en-Ogoz, Sorens, Villorsonnens, Vuisternens-en-Ogoz.
A língua oficial nesta comuna é o Francês.